# Eragrostis berteroniana
Eragrostis berteroniana là một loài thực vật có hoa trong họ Hòa thảo. Loài này được (Schult.) Steud. mô tả khoa học đầu tiên năm 1840.